# Stefano Barba
Stefano Barba (Roma, 10 gennaio 1964) è un ex rugbista a 15 e allenatore di rugby a 15 italiano.

## Biografia
Romano, giocatore del CUS Roma, fu portato a praticare il rugby insieme al fratello Andrea dal padre, Carlo, a sua volta ex rugbista e appassionato. Dopo la carriera giovanile nel CUS Roma nella prima metà degli anni ottanta fu ingaggiato dal Petrarca allenato da Vittorio Munari; esordì in Nazionale nel 1985 e fece parte della spedizione alla prima Coppa del Mondo di rugby in Australia e Nuova Zelanda, nel 1987, disputando due incontri (con Argentina e Figi); giocò poi nell'Amatori Milano (all'epoca Mediolanum e, successivamente, Milan) e prese parte anche alla Coppa del Mondo di rugby 1991 in Inghilterra (ancora due incontri, Stati Uniti segnando una meta e Inghilterra).
Furono 35 in totale, fino al 1993, le presenze internazionali di Stefano Barba, corredate da 30 punti.
Da allenatore vanta una promozione in serie A-2 con la Lazio e un'esperienza federale da tecnico della Nazionale italiana Under-17. Laureato in Scienze Politiche  indirizzo politico-internazionale. Ha svolto per oltre trent’anni l'attività di Agente Finanziario e più recentemente di Mental Coach.
Da Settembre  2020  è il DS della Lazio.
È sposato dal 1995 e ha due figli, Tommaso e Nicolò. Attualmente è appassionato e pratica il golf.

## Palmarès
- Campionati italiani: 4
Petrarca: 1983-84, 1984-85
Amatori Milano: 1990-91, 1992-93